# 9-es vízibusz (Velence)
A velencei 9-es (helyi „becenevén” Traghetto Torcello) jelzésű vízibusz Burano és Torcello között közlekedik. A viszonylatot az ACTV üzemelteti.

## Története
A velencei régi 9-es jelzésű vízibusz a Zattere és a Palanca megállók között 1983 és 1995 között közlekedett.
A jelenlegi járat előzménye, a régi T járat 2004-ben született, mikor a 12-es és 14-es járatot összevonták az LN jelzésű járatba.
2011-ben, a téli menetrend bevezetésével átszámozták, ekkor kapta a 9-es számot.
A 9-es járat története:
| Időszak     | Járat- szám | Megállók                                                                                   |
| ----------- | ----------- | ------------------------------------------------------------------------------------------ |
| 1978 – 1983 | 12          | Fondamente Nove – Murano (Faro) – Mazzorbo – Torcello – Burano – Treporti                  |
| 1983 – 1995 | 9           | Zattere – Palanca                                                                          |
| 1983 – 1995 | 12          | Fondamente Nove – Murano (Faro) – Mazzorbo – Torcello – Burano – Treporti                  |
| 1996 – 1997 | 12          | Fondamente Nove – Murano (Faro) – Mazzorbo – Torcello – Burano – Treporti                  |
| 1998 – 2004 | 12          | Fondamente Nove – Murano (Faro) – Mazzorbo – Torcello – Burano – Treporti – Punta Sabbioni |
| 2004 – 2011 | T           | Burano – Torcello                                                                          |
| 2011 – ma   | 9           | Burano – Torcello                                                                          |

## Megállóhelyei
| sz. | idő (perc) | megállóhely neve | sz. | idő (perc) | átszállási kapcsolatok | látnivalók |
| --- | ---------- | ---------------- | --- | ---------- | ---------------------- | ---------- |
| 0   | 0          | Burano           | 1   | 5          | 12, N                  | Burano     |
| 1   | 5          | Torcello         | 0   | 0          | 12, N                  | Torcello   |